# Фауст Алжирски
Фауст Алжирски (Фауст из Милеве) угледни учитељ манихејства и реторике који је живео у граду Милева (област Нумидије, данашњи Алжир). Августин Хипонски је након свог преобраћења у хришћанство написао полемичко дело Против Фауста. 
Фауст Алжирски једини је могао да пружи Августину Хипонском одговоре на питања о манихејству. Пошто су се Фауст и Августин сусрели у Картагини 383. године, Августин је увидео да чак ни Фауст не може да му пружи задовољавајуће одговоре и да је манихејство лажно.